# أفونسو سيلسو دي أسيس فيغيريدو جونيور
أفونسو سيلسو دي أسيس فيغيريدو جونيور (بالإنجليزية: Afonso Celso de Assis Figueiredo Júnior)‏ (31 مارس 1860، أورو براتو في البرازيل - 11 يوليو 1938، ريو دي جانيرو في البرازيل)؛ كاتِب ومؤلِّف، شاعر، مؤرخ، صحفي، أستاذ جامعي، سياسي وروائي برازيلي.

## روابط خارجية
- أفونسو سيلسو دي أسيس فيغيريدو جونيور على موقع ميوزك برينز (الإنجليزية)